# Contea di Lingqiu
La contea di Lingqiu (灵丘县S, Língqiū XiànP) è una contea della Cina, situata nella provincia dello Shanxi e amministrata dalla prefettura di Datong.